# Straszykowe Skały
Straszykowe Skały – grupa skał w miejscowości Ryczów w województwie śląskim, w powiecie zawierciańskim, w gminie Ogrodzieniec. Są to tereny Wyżyny Częstochowskiej z licznymi skałami wapiennymi.
Straszykowe Skały wznoszą się w lesie po południowo-wschodniej stronie zabudowań wsi Ryczów, na Straszykowej Górze, będącej jednym z najwyższych wzniesień Wyżyny Częstochowskiej (500 m n.p.m.). Wspinacze skalni wyróżnili wśród nich następujące skały: Skała pod Słupem, Felin, Fircyk, Skrzynia, Weselna (w kolejności od zachodu na wschód). Poprowadzili w nich około 50 dróg wspinaczkowych o trudności II – VI.8 w skali trudności Kurtyki. Nieco niżej znajdują się jeszcze dwie dalsze skały – Dupinek i Kominowa. 
Wszystkie Straszykowe Skały należą do tzw. Ryczowskiego Mikroregionu Skałkowego. Na najwyższym ich szczycie (nie będącym jednak obiektem wspinaczki skalnej) znajduje się betonowy słup.

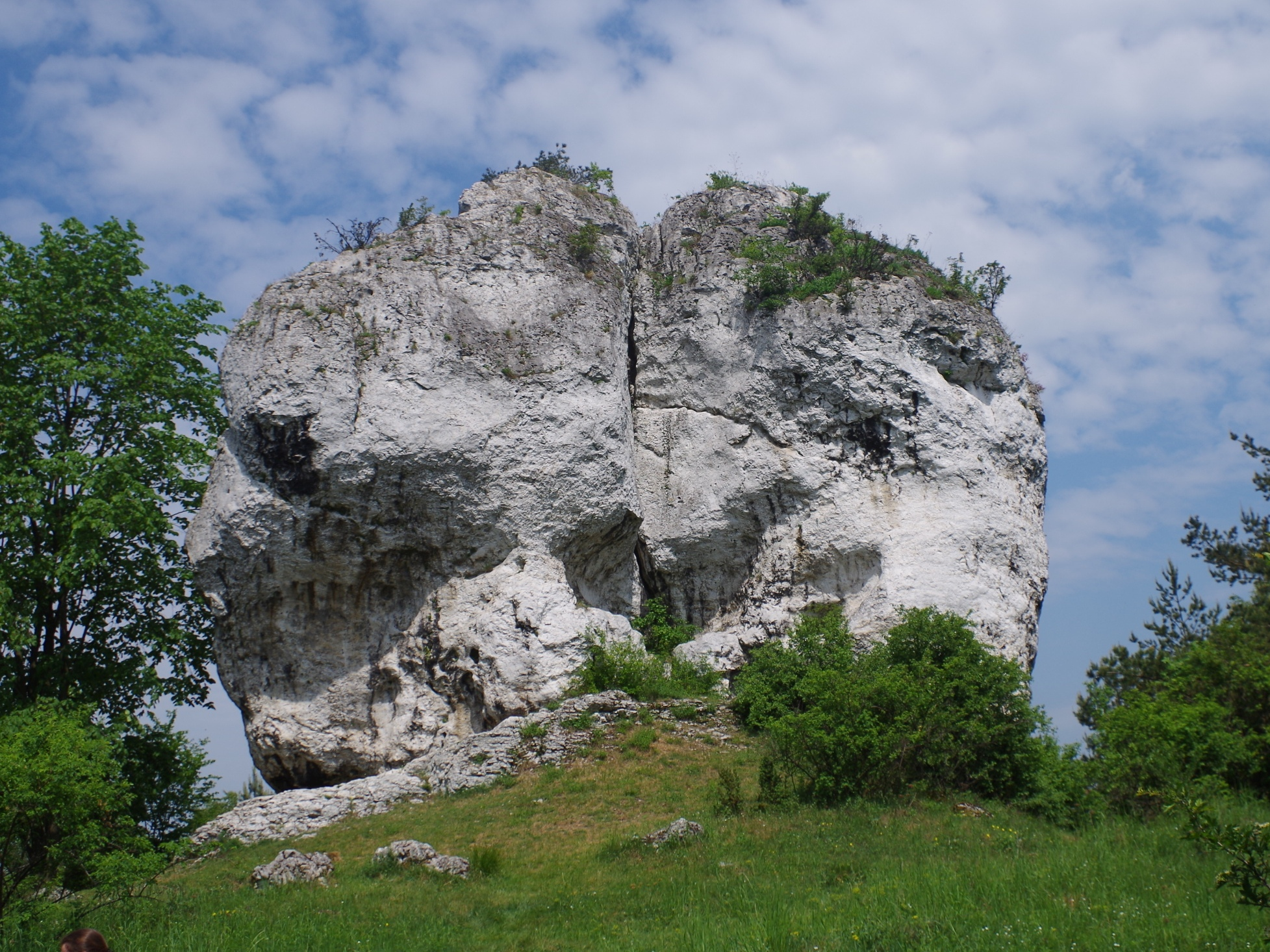
Skrzynia
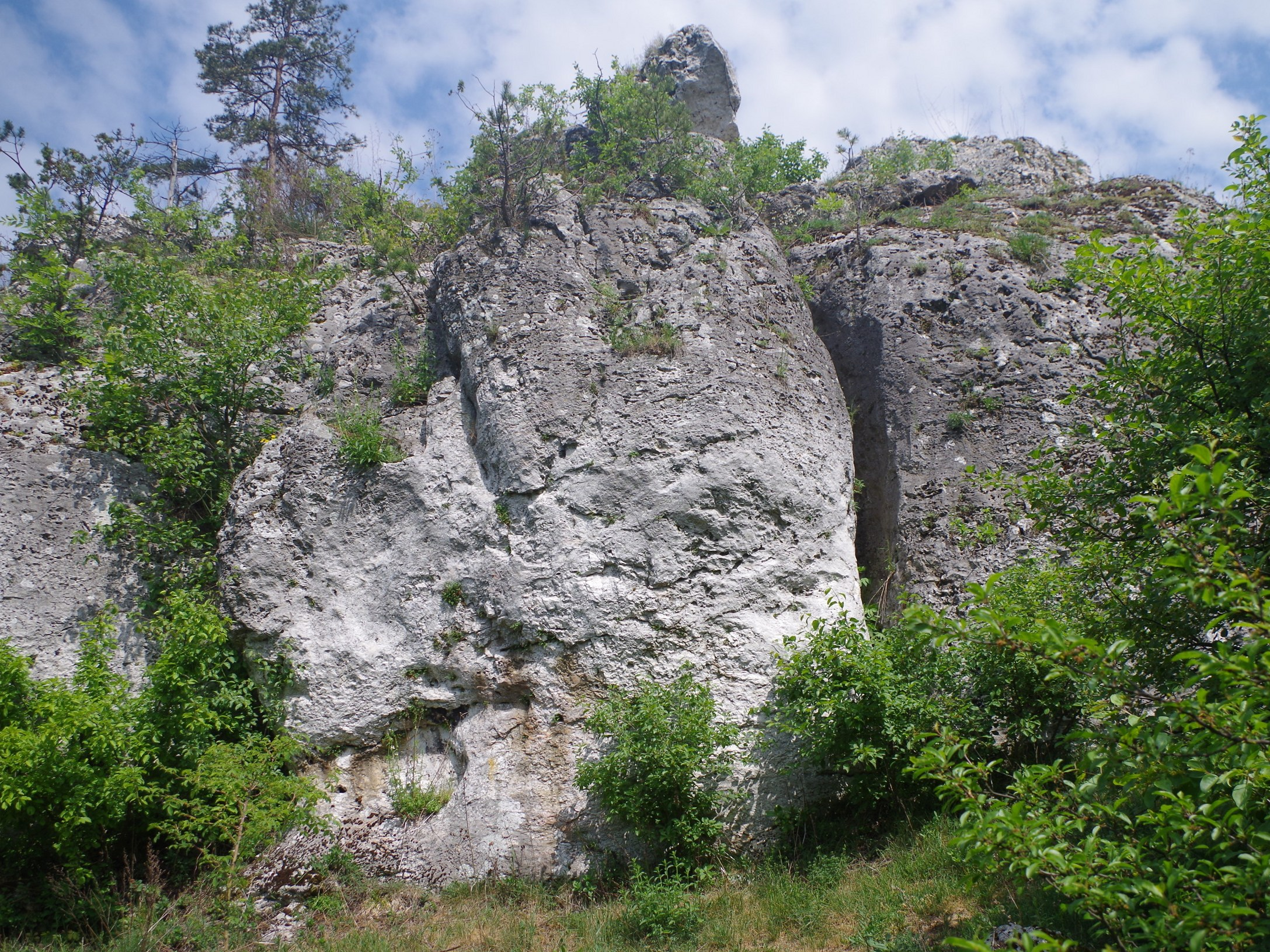
Fircyk
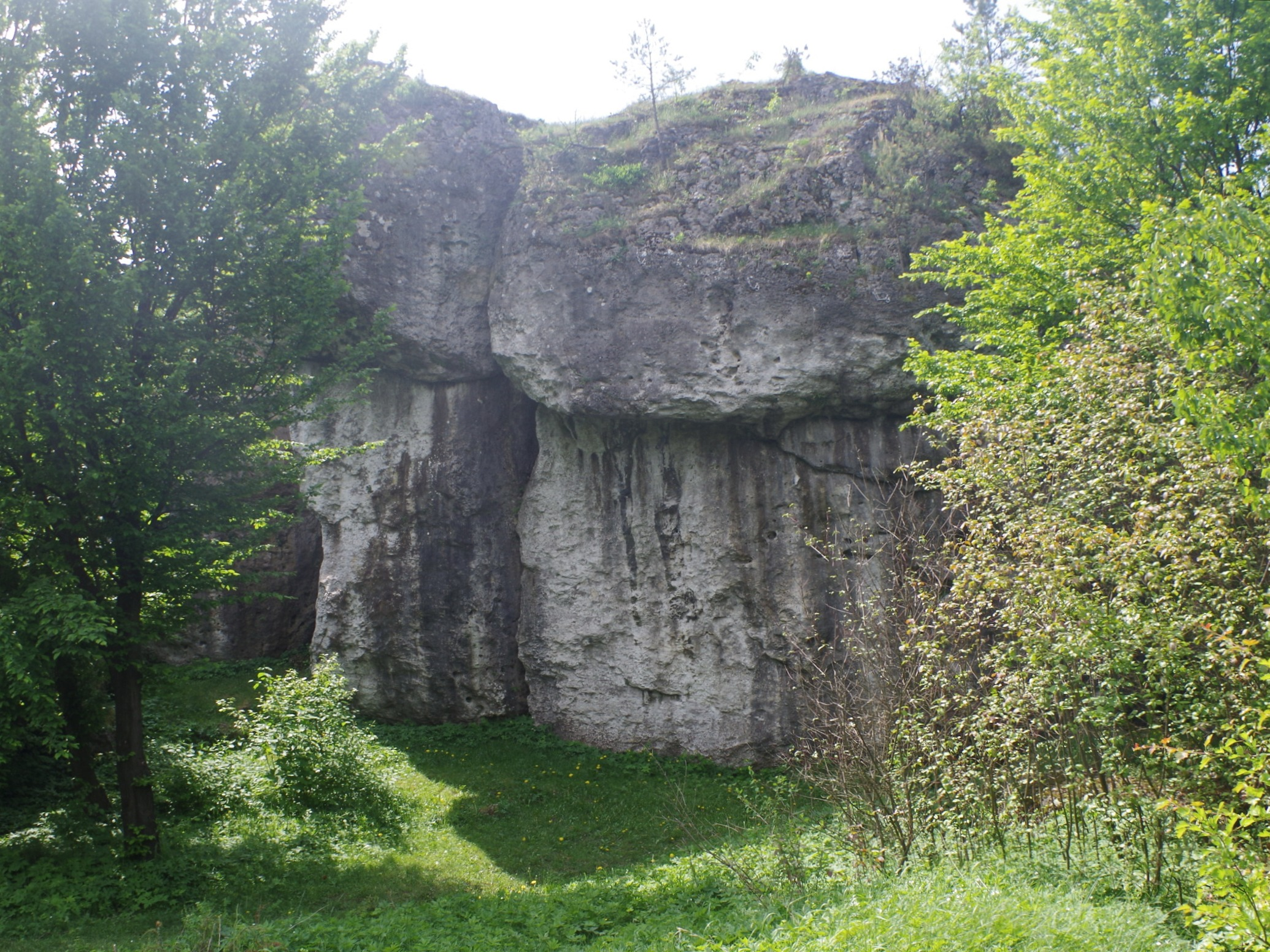
Felin
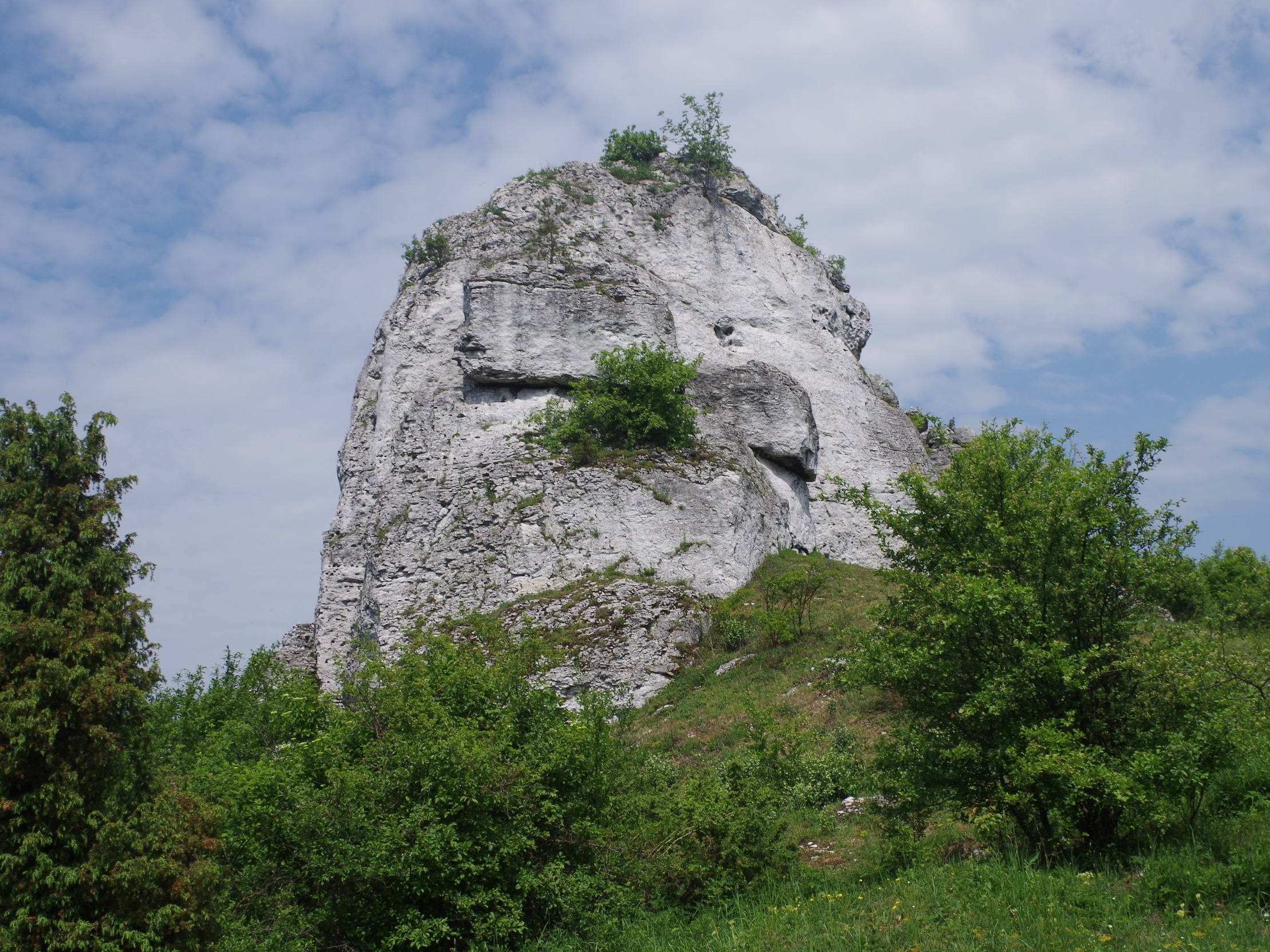
Weselna